# Saison 1 de Dominion
Chronologie
Saison 2
Cet article présente les huit épisodes de la première saison de la série télévisée américaine Dominion.

## Distribution

### Acteurs principaux
- Christopher Egan (VF : Glen Hervé) : Sgt. Alex Lannon
- Tom Wisdom (VF : Anatole de Bodinat) : Michael
- Roxanne McKee (VF : Ludivine Maffren) : Claire Riesen
- Luke Allen-Gale (VF : Yoann Sover) : Principauté William Whele
- Shivani Ghai (VF : Lola Correa) : Arika
- Rosalind Halstead (VF : Céline Ronté) : Consul Becca Thorn
- Anthony Head (VF : Pierre-François Pistorio) : Consul David Whele
- Alan Dale (VF : Jean Barney) : Général Edward Riesen

### Acteurs récurrents
- Carl Beukes (VF : Bernard Gabay) : Gabriel
- Katrine De Candole : Uriel
- Langley Kirkwood (en) (VF : Loïc Houdré) : Jeep Hanson
- Kim Engelbrecht (VF : Adeline Forlani) : Sgt. Noma Walker
- Betsy Wilke (VF : Thelma DuPac) : Bixby
- Luam Staples : Roan
- Anton David Jeftha (VF : Stanislas Forlani ) : Furiad
- Jonathan Howard (en) (VF : Tristan Petitgirard) : Ethan Mack
- Samantha Logan : Lena
- Dylan Skews (VF : Sébastien Ossard) : Sr. Officer John
- Tyrone Keogh (VF : Romain Altché) : Vince
- Amy Bailey (VF : Agnès Cirasse) : Clementine
Version française
  - Société de doublage : Mediadub International[1],[2]
  - Direction artistique : Stanislas Forlani[1],[2]
  - Adaptation des dialogues : /

Source VF : RS Doublage et Doublage Séries Databse

## Liste des épisodes
1. L'Élu
2. Godspeed
3. Blessures
4. L'Inondation
5. Soupçons
6. Au nom de la mère
7. Les Ombres du passé
8. Révélations

### Épisode 1:L'Élu
- États-Unis : 19 juin 2014 sur Syfy
- France : 14 octobre 2014 sur Syfy France[3]

- États-Unis : 1,96 million de téléspectateurs[4] (première diffusion)

### Épisode 2:Une alliance dangereuse
- États-Unis : 26 juin 2014 sur Syfy
- France : 21 octobre 2014 sur Syfy France

- États-Unis : 1,46 million de téléspectateurs[5] (première diffusion)

### Épisode 3:Blessures
Pour les articles homonymes, voir Blessure (homonymie).
- États-Unis : 3 juillet 2014 sur Syfy
- France : 28 octobre 2014 sur Syfy France

- États-Unis : 1,69 million de téléspectateurs[6] (première diffusion)

### Épisode 4:L'Inondation
- États-Unis : 10 juillet 2014 sur Syfy
- France : 4 novembre 2014 sur Syfy France

- États-Unis : 1,62 million de téléspectateurs[7] (première diffusion)

### Épisode 5:Soupçons
- États-Unis : 17 juillet 2014 sur Syfy
- France : 11 novembre 2014 sur Syfy France

- États-Unis : 1,58 million de téléspectateurs[8] (première diffusion)

### Épisode 6:Au nom de la mère
- États-Unis : 24 juillet 2014 sur Syfy
- France : 18 novembre 2014 sur Syfy France

- États-Unis : 1,54 million de téléspectateurs[9] (première diffusion)

### Épisode 7:Les Ombres du passé
- États-Unis : 31 juillet 2014 sur Syfy
- France : 25 novembre 2014 sur Syfy France

- États-Unis : 1,49 million de téléspectateurs[10] (première diffusion)

### Épisode 8:Révélations: Part I & II
- États-Unis : 7 août 2014 sur Syfy
- France : 2 décembre 2014 sur Syfy France

- États-Unis : 1,54 million de téléspectateurs[11] (première diffusion)